# 2014 (numero)
Duemilaquattordici (2014) è il numero naturale dopo il 2013 e prima del 2015.

## Proprietà matematiche
- È un numero pari.
- È un numero composto da 8 divisori: 1, 2, 19, 38, 53, 106, 1007,  2014. Poiché la somma dei suoi divisori (escluso il numero stesso) è 1226 < 2014, è un numero difettivo.
- È un numero sfenico.
- È un numero congruente.
- È un numero odioso.
- È un numero intero privo di quadrati.
- È parte delle terne pitagoriche (1064, 1710, 2014), (2014, 2448, 3170), (2014, 19080, 19186), (2014, 53352, 53390), (2014, 1014048, 1014050).

## Astronomia
- 2014 Vasilevskis è un asteroide della fascia principale del sistema solare.

## Astronautica
- Cosmos 2014 è un satellite artificiale russo.